# Dave Dryden
David Murray „Dave“ Dryden (* 5. September 1941 in Hamilton, Ontario; † 4. Oktober 2022 in Oakville, Ontario) war ein kanadischer Eishockeytorwart und -trainer, der im Verlauf seiner aktiven Karriere zwischen 1959 und 1980 unter anderem 206 Spiele für die New York Rangers, Chicago Black Hawks, Buffalo Sabres und Edmonton Oilers in der National Hockey League (NHL) sowie weitere 260 Partien für die Chicago Cougars und Edmonton Oilers in der World Hockey Association (WHA) bestritten hat. Sein jüngerer Bruder Ken Dryden war ebenfalls professioneller Eishockeytorwart in der NHL.

## Karriere
Dryden begann seine Karriere im Jahr 1958 bei den Aurora Bears in der B-Gruppe der Ontario Hockey Association (OHA-B). Die folgenden zwei Spielzeiten hütete er das Tor für die Toronto St. Michael’s Majors in der A-Gruppe der Juniorenliga. Die Saison 1961/62 spielte der inzwischen 20-Jährige für die Toronto Marlboros. Am 3. Februar 1962 sollte sich sein Leben grundlegend ändern, als er in Toronto das Spiel der Toronto Maple Leafs gegen die New York Rangers besuchte. Zu der Zeit waren Ersatztorhüter in der National Hockey League (NHL) und auch im Eishockey generell noch nicht üblich, dementsprechend hatten die Rangers ein Problem, als sich deren Torhüter Gump Worsley verletzte und nach dem ersten Drittel nicht mehr weiterspielen konnte. Beide Teams einigten sich darauf, dass die Rangers den sich unter den Zuschauern befindlichen Dryden einsetzen durften. Dryden beendete das Spiel für New York und bekam drei Gegentore in 40 Spielminuten. Da Dryden durch den Einsatz in einer Profiliga den Status als Profispieler erlangt hatte, war es ihm nicht mehr möglich, ein Universitätsstipendium zu erhalten. 
Von 1962 bis 1965 spielte Dryden für die Galt Terriers bzw. Hornets in der Ontario Hockey Association (OHA-Sr.), mit einem kurzen Abstecher in die American Hockey League (AHL) bei den Buffalo Bisons. In dieser Zeit besuchte er die University of Waterloo. Am 12. März 1965 unterschrieb der Free Agent einen Vertrag bei den Chicago Black Hawks; er fungierte als Back-Up für Glenn Hall und kam auf elf Einsätze. Die folgende Saison verbrachte der Kanadier im Farmteam der Hawks, den St. Louis Braves in der Central Professional Hockey League (CPHL). In den Saisons 1967/68 und 1968/69 kam er zwar auf insgesamt 57 Einsätze bei den Black Hawks, war jedoch immer noch Back-Up, diesmal von Denis DeJordy. In der Saison 1969/70 bestritt Dryden nur zwei Spiele für die Dallas Black Hawks in der CHL, danach weigerte er sich, weiter in den Minor Leagues zu spielen, woraufhin die Black Hawks ihn suspendierten. Der Streit zwischen Spieler und Team konnte nicht beigelegt werden, bis die Hawks die Transferrechte an die Pittsburgh Penguins verkauften; diese wiederum verkauften die Transferrechte an Dryden an die Buffalo Sabres weiter.
Die Saison 1970/71 spielte er für die Salt Lake Golden Eagles in der Western Hockey League (WHL) und die Sabres; ab der folgenden Saison bis zum Ende der Saison 1973/74 stand er regelmäßig im Tor der Sabres. Er nahm in dieser Saison zum einzigen Mal in seiner aktiven Laufbahn am NHL All-Star-Game teil. Am 20. März 1971 im Spiel der Sabres gegen die Canadiens de Montréal gab es ein Novum in der NHL. Erstmals standen sich in einem NHL-Spiel zwei Brüder im Tor gegenüber, als Dave auf Seiten der Sabres und sein Bruder Ken auf Seiten der Canadiens eingewechselt wurden. Ken gewann in dieser Saison mit seiner Mannschaft den Stanley Cup. Im Februar 1972 wurde Dave Dryden von den New England Whalers im General Player Draft der World Hockey Association (WHA) ausgewählt. Diese tauschten im Juni 1974 das WHA-Transferrecht mit den Chicago Cougars.
Zur Saison 1974/75 wechselte der Torhüter zu den Cougars in die WHA. Diese waren von finanziellen Problemen geplagt; die Besitzer der Cougars wollten das Team verkaufen. Als sich jedoch kein Käufer finden ließ, erklärten sich die Spieler Pat Stapleton, Ralph Backstrom und Dryden bereit, das Team zu kaufen. Sportlich verlief die Saison jedoch ebenfalls enttäuschend und das Team verpasste die Playoffs. Die drei Spieler erlitten dadurch erhebliche finanzielle Verluste, daraufhin wurde zum Ende der Saison der Spielbetrieb der Chicago Cougars eingestellt. Im folgenden Dispersal Draft wurde Dryden von den Edmonton Oilers ausgewählt. Im Januar 1977 wurde Dryden zusammen mit Jack Carlson, Steve Carlson, Dave Keon und John McKenzie im Tausch gegen Danny Arndt, Bargeld sowie später Dave Debol an die New England Whalers abgegeben. Da Dryden sich jedoch nicht bei den Whalers meldete, suspendierten ihn diese. Die Whalers ihrerseits tauschten ihn mit Brett Callighen im September desselben Jahres zurück an die Oilers für Jean-Louis Levasseur. Am 22. Dezember 1979 gab Dryden das Ende seiner aktiven Karriere bekannt.
Dryden war nach seiner aktiven Karriere auch im Trainerbereich tätig. In der Saison 1980/81 war er Cheftrainer der Peterborough Petes in der Ontario Hockey League (OHL). Von 1983 bis 1987 war er für die Detroit Red Wings in der NHL als Torhüter- und Assistenztrainer tätig. Dryden verstarb im Oktober 2022 im Alter von 81 Jahren an den Folgen einer Operation im Zusammenhang mit einer chronisch thromboembolischen pulmonalen Hypertonie.

## Erfolge und Auszeichnungen
| - 1959 MetJBHL First All-Star Team - 1963 OHA-Sr. Second All-Star Team - 1964 OHA-Sr. First All-Star Team - 1965 OHA-Sr. First All-Star Team - 1967 CPHL Second All-Star Team | - 1974 Teilnahme am NHL All-Star Game - 1979 WHA First All-Star Team - 1979 Ben Hatskin Trophy - 1979 Gordie Howe Trophy |

## Karrierestatistik
(Legende zur Torhüterstatistik: GP oder Sp = Spiele insgesamt; W oder S = Siege; L oder N = Niederlagen; T oder U oder OT = Unentschieden oder Overtime- bzw. Shootout-Niederlage; Min. = Minuten; SOG oder SaT = Schüsse aufs Tor; GA oder GT = Gegentore; SO = Shutouts; GAA oder GTS = Gegentorschnitt; Sv% oder SVS% = Fangquote; EN = Empty Net Goal; 1 Play-downs/Relegation; Kursiv: Statistik nicht vollständig)

## Sonstiges
Dave Dryden gilt als Pionier in der Entwicklung der Torwartmaske. Er war der Erste, der eine Torwartmaske aus Fiberglas kombiniert mit einem Gitterschutz trug. Die heutigen modernen Torwartmasken basieren auf Drydens Entwicklung.
Dryden war Vorstandsvorsitzender von Sleeping Children Around the World. Diese karitative Organisation stellt in Entwicklungsländern Betten für Kinder zur Verfügung.